# India ai Giochi della XV Olimpiade
L'India ha partecipato ai Giochi della XV Olimpiade, svoltisi ad Helsinki, dal 19 luglio al 3 agosto 1952,
con una delegazione di 64 atleti, di cui 4 donne, impegnati in 11 discipline,
aggiudicandosi 1 medaglia d'oro, 0 medaglie d'argento e 1 medaglia di bronzo.

## Medagliere

### Per discipline
| Sport           | Oro | Argento | Bronzo | Totale |
| --------------- | --- | ------- | ------ | ------ |
| Hockey su prato | 1   | 0       | 0      | 1      |
| Lotta libera    | 0   | 0       | 1      | 1      |
| Totale          | 1   | 0       | 1      | 2      |

### Medaglie
| Medaglia | Atleta | Sport           | Evento     |
| -------- | --- | --------------- | ---------- |
| Oro      | Chinadorai Deshmutu Dharam Singh Gill Randhir Singh Gentle Govind Perumal Keshav Dutt Meldric daLuz Raghbir Lal Kunwar Digvijay Singh Balbir Singh Sr. Udham Singh Muniswamy Rajagopal Ranganathan Francis Leslie Claudius G. Nandy Singh | Hockey su prato | maschile   |
| Bronzo   | KhaShaba Jadav | Lotta libera    | Pesi gallo |

## Risultati

### Calcio
| Atleta | Classifica |                  |
| --- | --- | ---------------- |
| V · D · M Nazionale olimpica indiana · Calcio ai Giochi Olimpici Estivi 1952 1 B. Anthony · 2 Azizuddin · 3 Manna · 4 Abdul Latif · 5 Rawat · 6 Mohammed · 7 Venkatesh · 8 Abdul Sattar · 9 Mewalal · 10 Khan · 11 Saleh · 12 Varada Raj · 13 Bose · 14 Sarbadhikari · 15 Shanmugham · 16 Roy · 17 Moinuddin · 18 Thakurta · 19 J. Anthony · CT : Sayed | 17° |                  |
| Nazionale olimpica indiana · Calcio ai Giochi Olimpici Estivi 1952 | |                  |
| 1 B. Anthony · 2 Azizuddin · 3 Manna · 4 Abdul Latif · 5 Rawat · 6 Mohammed · 7 Venkatesh · 8 Abdul Sattar · 9 Mewalal · 10 Khan · 11 Saleh · 12 Varada Raj · 13 Bose · 14 Sarbadhikari · 15 Shanmugham · 16 Roy · 17 Moinuddin · 18 Thakurta · 19 J. Anthony · CT: Sayed                                                                               | 1 B. Anthony · 2 Azizuddin · 3 Manna · 4 Abdul Latif · 5 Rawat · 6 Mohammed · 7 Venkatesh · 8 Abdul Sattar · 9 Mewalal · 10 Khan · 11 Saleh · 12 Varada Raj · 13 Bose · 14 Sarbadhikari · 15 Shanmugham · 16 Roy · 17 Moinuddin · 18 Thakurta · 19 J. Anthony · CT: Sayed | India (bandiera) |

### Pallanuoto
| Atleta | Classifica |                  |
| --- | --- | ---------------- |
| V · D · M Nazionale maschile indiana di pallanuoto · Giochi olimpici - Helsinki 1952 Basak • Sopher • Ke. Shah • Mansoor • Saha • Nag • Ka. Shah • Barman • Naigamwalla • Chandnani • Bharucha • Chatterjee · CT : - | 21° |                  |
| Nazionale maschile indiana di pallanuoto · Giochi olimpici - Helsinki 1952 | |                  |
| Basak • Sopher • Ke. Shah • Mansoor • Saha • Nag • Ka. Shah • Barman • Naigamwalla • Chandnani • Bharucha • Chatterjee · CT: -                                                                                       | Basak • Sopher • Ke. Shah • Mansoor • Saha • Nag • Ka. Shah • Barman • Naigamwalla • Chandnani • Bharucha • Chatterjee · CT: - | India (bandiera) |